# Revue internationale PME
La Revue internationale PME (ou RIPME) est une revue scientifique de langue française qui publie des articles dans les domaines de l'économie et de la gestion des petites et moyennes entreprises ainsi que sur l'entrepreneuriat.

## Présentation
Fondée en 1988 et éditée par les Editions management et société - EMS  à raison de trois numéros par an, la Revue internationale PME est classée par le CNRS dans les publications recensées par la section 37 « économie et gestion ».